# Emil Laurich
Emil Josef Laurich (* 21. Mai 1921 in Hohenstein bei Aussig; † 11. Juli 1985 in Hamburg) war SS-Hauptscharführer und in dem KZ Majdanek Mitarbeiter in der Schutzhaftlagerabteilung.

## Leben
Laurich, Sohn eines Maurerpoliers, schloss 1936 seine Schullaufbahn mit der Mittleren Reife ab. Nach einem Praktikum in einem metallverarbeitenden Betrieb begann er eine Ausbildung zum Einsteller, die er 1938 abschloss. Nach seinem Umzug aus dem Sudetenland nach Bayern im März 1938 trat er sogleich zum 21. des Monats der SS bei und absolvierte bei der SS-Standarte Deutschland eine Infanterie- und Fernmeldeausbildung. Anschließend arbeitete er in der Telefonzentrale seiner Einheit. Nach dem Münchner Abkommen nahm er Anfang Oktober 1938 mit seiner Einheit an der Besetzung des Sudetenlandes teil. Nach Ausbruch des Zweiten Weltkrieges fungierte er als Ausbilder bei der 11. SS-Totenkopfstandarte.

## Tätigkeit in Konzentrationslagern
Ab Mai 1940 war Laurich zunächst dem Wachsturmbann des KZ Sachsenhausen zugeteilt und einige Wochen später wurde er zur Wachtruppe in das KZ Neuengamme versetzt. Im Juli 1941, nun als SS-Rottenführer, erfolgte seine Versetzung in das KZ Groß-Rosen und von dort am 10. Oktober 1941 in das KZ Majdanek, wo er zunächst bei der Fernmeldestelle der Kommandantur im Zentrum der Stadt arbeitete. Ab Frühjahr 1942 war er direkt im KZ Majdanek als Mitglied der Schutzhaftlagerabteilung tätig. Seine Aufgaben umfassten die karteimäßige Erfassung der neu ankommenden Häftlinge, die Todesmeldungen und täglichen Belegzahlen sowie den Postdienst. Nach dem Übergang der Registratur an Funktionshäftlinge oblagen ihm die Beurteilung von deutschen Funktionshäftlingen und die Teilnahme an der Vernehmung von Häftlingen durch den Schutzhaftlagerführer Anton Thumann. Laurich war für die Abholung der zur Exekution durch Erschießungskommandos vorgesehenen Häftlinge verantwortlich und wurde wegen seiner Teilnahme an Einzelerschießungen auch „Todesengel“ genannt. In „verschärften Verhören“ übernahm Laurich zunehmend die Leitung, misshandelte Häftlinge durch Schläge mit der Faust oder auch durch Peitschenhiebe ins Gesicht.
Laurich, der im September 1942 heiratete (aus der Ehe gingen zwei Kinder hervor), wurde 1942 wegen militärischem Diebstahl und Schmuggel zu einer zweimonatigen Haftstrafe verurteilt. Im März 1944 geriet er erneut im Rahmen der Ermittlungen gegen Karl Otto Koch in das Visier des SS-Richters Konrad Morgen. Wegen Unterschlagung wurde er ab Mai 1944 in der Arrestabteilung des KZ Buchenwald inhaftiert und vom SS- und Polizeigericht Kassel zu einer kurzzeitigen Haftstrafe verurteilt. Im Frühjahr 1945 war Laurich kurzzeitig in der Ergänzungskompanie der Waffen-SS im KZ Buchenwald tätig und arbeitete anschließend noch als Kurier bei dem SS- und Polizeigericht Priem am Chiemsee.

## Nach Kriegsende
Nach Kriegsende geriet Laurich im Harz in amerikanische Kriegsgefangenschaft, aus der er jedoch fliehen konnte. Danach kehrte er zu seiner Ehefrau zurück und arbeitete sowohl in der Landwirtschaft, als auch als Fahrer für die britische Armee. In den 1950er Jahren war er zunächst als reisender Seifenhändler tätig und machte sich 1957 in Hamburg mit einer Drogerie selbstständig. Bis in die 70er Jahre betrieb er ein kleines Seifengeschäft in Jork/Altes Land, nahe Hamburg. Im Rahmen der Ermittlungen bezüglich der Verbrechen im KZ Majdanek Mitte der 1970er Jahre wurde Laurich vor dem Landgericht Düsseldorf im Majdanek-Prozess zunächst wegen Beihilfe zum Mord angeklagt. Laurich, der im Juni 1979 wegen Fluchtgefahr in Untersuchungshaft genommen wurde, wurde schließlich wegen gemeinschaftlicher Beihilfe zum Mord in fünf Fällen an mindestens 195 Personen im Juni 1981 zu acht Jahren Haft verurteilt. Am 20. Dezember 1984 wurde er aus der Justizvollzugsanstalt Celle entlassen. Laurich starb im Juli 1985 in Hamburg.